# Municipio de Scipio (condado de Allen)
El municipio de Scipio (en inglés: Scipio Township) es un municipio ubicado en el condado de Allen en el estado estadounidense de Indiana. En el año 2010 tenía una población de 414 habitantes y una densidad poblacional de 12,09 personas por km².

## Geografía
El municipio de Scipio se encuentra ubicado en las coordenadas 41°13′41″N 84°49′30″O / 41.22806, -84.82500. Según la Oficina del Censo de los Estados Unidos, el municipio tiene una superficie total de 34.24 km², de la cual 34,24 km² corresponden a tierra firme y (0 %) 0 km² es agua.

## Demografía
Según el censo de 2010, había 414 personas residiendo en el municipio de Scipio. La densidad de población era de 12,09 hab./km². De los 414 habitantes, el municipio de Scipio estaba compuesto por el 96,86 % blancos, el 0,24 % eran amerindios, el 0,72 % eran de otras razas y el 2,17 % eran de una mezcla de razas. Del total de la población el 0,72 % eran hispanos o latinos de cualquier raza.